# The Divorcee
The Divorcee er en amerikansk stumfilm fra 1917 af William Wolbert.

## Medvirkende
- Mary Anderson som Wanda Carson
- Gayne Whitman som Jerry Gerguson
- Pliny Goodfriend som Sam Carson
- Jean Hathaway som Mrs. Pelham-Wilson